# Tomáš Zápotočný
Tomáš Zápotočný (ur. 13 września 1980 w Przybramie) – czeski piłkarz grający na pozycji środkowego obrońcy.

## Kariera klubowa
Zápotočný jest wychowankiem klubu FK Marila Příbram. Grał w drużynach młodzieżowych, a w 2000 roku został wypożyczony do trzecioligowego ZD Milín. Latem powrócił do Marili i wywalczył miejsce na środku obrony tej drużyny, zajmując z nią 4. miejsce w pierwszej lidze i awansując do Pucharu UEFA. W Marili występował jeszcze w rundzie jesiennej sezonu 2001/2002, a na wiosnę przeszedł do FK Drnovice, który spadł z ligi. Latem 2002 Tomáš został piłkarzem ówczesnego mistrza Czech Slovana Liberec. W swoim pierwszym sezonie gry zajął z tym klubem 4. miejsce w rozgrywkach ligowych, w 2004 – 6. W sezonie 2004/2005 osiągnął szczyt formy i stał się jednym z najlepszych obrońców w lidze, jednak w zajęciu wysokiego miejsca przez klub z Liberca przeszkodziła kara 6 ujemnych punktów w związku z korupcją. W 2006 roku natomiast Zápotočný został mianowany kapitanem zespołu, a wraz ze Slovanem wywalczył swoje pierwsze w karierze mistrzostwo kraju, jednak jesienią klub ten nie zdołał awansować do fazy grupowej Ligi Mistrzów, ale awansował do grupy C Pucharu UEFA, w której zdobył 2 gole w meczach z Grasshoppers Zurych (4:1) i AZ Alkmaar (2:2). Za sezon 2006/2007 został wyróżniony nagrodą dla najlepszego piłkarza Slovana.
Zimą 2007 za pół miliona euro Zápotočný przeszedł do włoskiego Udinese Calcio, z którym podpisał kontrakt do 2011 roku. Tam spotkał swojego rodaka Tomáša Sivoka. W Serie A zadebiutował 25 lutego w spotkaniu przeciwko drużynie Parma F.C. Wywalczył sobie miejsce w wyjściowej jedenastce klubu z Udine i zajął z nim 10. miejsce w lidze, a w następnym sezonie 7.
Latem 2008 roku Zápotočný podpisał kontrakt z tureckim Beşiktasem JK. Kosztował 4,5 miliona euro. W Süper Lig zadebiutował 1 września 2008 w wygranym 2:0 domowym meczu z Konyasporem. W 2009 roku wywalczył mistrzostwo Turcji z Beşiktasem. Latem 2009 został wypożyczony na rok do Bursasporu, w którym swój debiut zanotował 9 sierpnia 2009 w meczu z Kasımpaşą SK. W 2010 roku został drugi raz z rzędu mistrzem kraju, a latem wrócił do Beşiktaşu.
W 2011 roku Zápotočný wrócił do Czech i został piłkarzem Sparty Praga. W 2013 roku odszedł do 1. FK Příbram. Grał w nim do 2018 roku. W sezonie 2016/2017 był wypożyczony do Baníka Ostrawa. 
| Sezon   | Klub              | Kraj   | Rozgrywki      | Mecze | Bramki |
| ------- | ----------------- | ------ | -------------- | ----- | ------ |
| 1999/00 | Sokol Milín       | Czechy | III liga       | ?     | ?      |
| 2000/01 | FK Marila Příbram | Czechy | Gambrinus Liga | 18    | 2      |
| 2001/02 | FK Marila Příbram | Czechy | Gambrinus Liga | 4     | 0      |
| 2001/02 | FK Drnovice       | Czechy | Gambrinus Liga | 4     | 0      |
| 2002/03 | Slovan Liberec    | Czechy | Gambrinus Liga | 16    | 2      |
| 2003/04 | Slovan Liberec    | Czechy | Gambrinus Liga | 18    | 0      |
| 2004/05 | Slovan Liberec    | Czechy | Gambrinus Liga | 22    | 4      |
| 2005/06 | Slovan Liberec    | Czechy | Gambrinus Liga | 24    | 4      |
| 2006/07 | Slovan Liberec    | Czechy | Gambrinus Liga | 17    | 5      |
| 2006/07 | Udinese Calcio    | Włochy | Serie A        | 11    | 0      |
| 2007/08 | Udinese Calcio    | Włochy | Serie A        | 21    | 0      |
| 2008/09 | Beşiktaş JK       | Turcja | Süper Lig      | 23    | 2      |
| 2009/10 | Bursaspor         | Turcja | Süper Lig      | 21    | 3      |
| 2010/11 | Beşiktaş JK       | Turcja | Süper Lig      | 7     | 0      |
| 2010/11 | Sparta Praga      | Czechy | Gambrinus Liga | 7     | 1      |
| 2011/12 | Sparta Praga      | Czechy | Gambrinus Liga | 17    | 1      |
| 2012/13 | Sparta Praga      | Czechy | Gambrinus Liga | 15    | 3      |
| 2013/14 | Sparta Praga      | Czechy | Gambrinus Liga | 1     | 0      |
| 2013/14 | 1. FK Příbram     | Czechy | Gambrinus Liga | 22    | 3      |
| 2014/15 | 1. FK Příbram     | Czechy | Gambrinus Liga | 28    | 3      |
| 2015/16 | 1. FK Příbram     | Czechy | Gambrinus Liga | 27    | 0      |
| 2016/17 | Baník Ostrawa     | Czechy | II liga        | 28    | 2      |
| 2017/18 | 1. FK Příbram     | Czechy | II liga        | 19    | 1      |

## Kariera reprezentacyjna
W reprezentacji Czech Zápotočný zadebiutował 16 sierpnia 2006 w przegranym 1:3 towarzyskim meczu z Serbią. Był też członkiem czeskiej kadry walczącej o awans do Euro 2008 i zagrał m.in. w wygranej 7:0 potyczce z San Marino.